# Die Krone von Kerkyra - Liebe und Haß einer Königstochter
Die Krone von Kerkyra - Liebe und Haß einer Königstochter è un film muto del 1917 diretto da Frederic Zelnik.

## Produzione
Il film fu prodotto dalla Berliner Film-Manufaktur GmbH (Berlino).

## Distribuzione
Il film ebbe il visto di censura nel luglio del 1917.